# Łomazy
Łomazy – wieś gminna w Polsce położona w województwie lubelskim, w powiecie bialskim, w gminie Łomazy. Leży na obszarze Zaklęsłości Łomaskiej, przy drodze wojewódzkiej nr 812.
Duża wieś, na północ od Wisznic, na dawnym trakcie królewskim Kraków – Lublin – Wilno. Dawniej miasto królewskie na prawie magdeburskim z herbem i licznymi przywilejami, centrum klucza gospodarczego. Znana na początku XV w. jako wieś, którą król Kazimierz IV Jagiellończyk w 1447 r. odłączył od starostwa parczewskiego i przyłączył do ziemi brzeskiej. Dwukrotnie miejsce obrad sejmu (w 1451 i 1464). W 1568 król Zygmunt August nadał miejscowości przywilej lokacyjny na prawie magdeburskim.
Łomazy położone były w drugiej połowie XVI wieku w powiecie brzeskolitewskim województwa brzeskolitewskiego. Miasto ekonomii brzeskiej w drugiej połowie XVII wieku.
W latach 1954–1972 wieś należała i była siedzibą władz gromady Łomazy. W latach 1975–1998 miejscowość administracyjnie należała do województwa bialskopodlaskiego.
Wieś jest sołectwem, siedzibą gminy Łomazy. Według Narodowego Spisu Powszechnego z roku 2011 wieś liczyła mieszkańców.
| Integralne części wsi Łomazy | Integralne części wsi Łomazy | Integralne części wsi Łomazy |
| SIMC                         | Nazwa                        | Rodzaj                       |
| ---------------------------- | ---------------------------- | ---------------------------- |
| 1022200                      | Budzyń                       | część wsi                    |
| 0015378                      | Gały                         | część wsi                    |
| 1022274                      | Karaczony                    | część wsi                    |
| 0015384                      | Kozłowska Ława               | część wsi                    |
| 0015390                      | Rossowska Ława               | część wsi                    |
| 1022334                      | Rynek                        | część wsi                    |
| 1022481                      | Ścianka                      | część wsi                    |
| 1022506                      | Wierzchy                     | część wsi                    |
| 1022512                      | Wygon                        | część wsi                    |

## Geografia
Gmina Łomazy zajmuje obszar 200,43 km². Geograficznie przynależy do Zaklęsłości Łomaskiej (zachodnia część Polesia Lubelskiego). Są to tereny równinne z dość gęstą siecią wód powierzchniowych. Największymi rzekami są: Zielawa, Grabarka i Lutnia. Lasy zajmują 25% powierzchni gminy, a użytki rolne prawie 70%.

## Historia

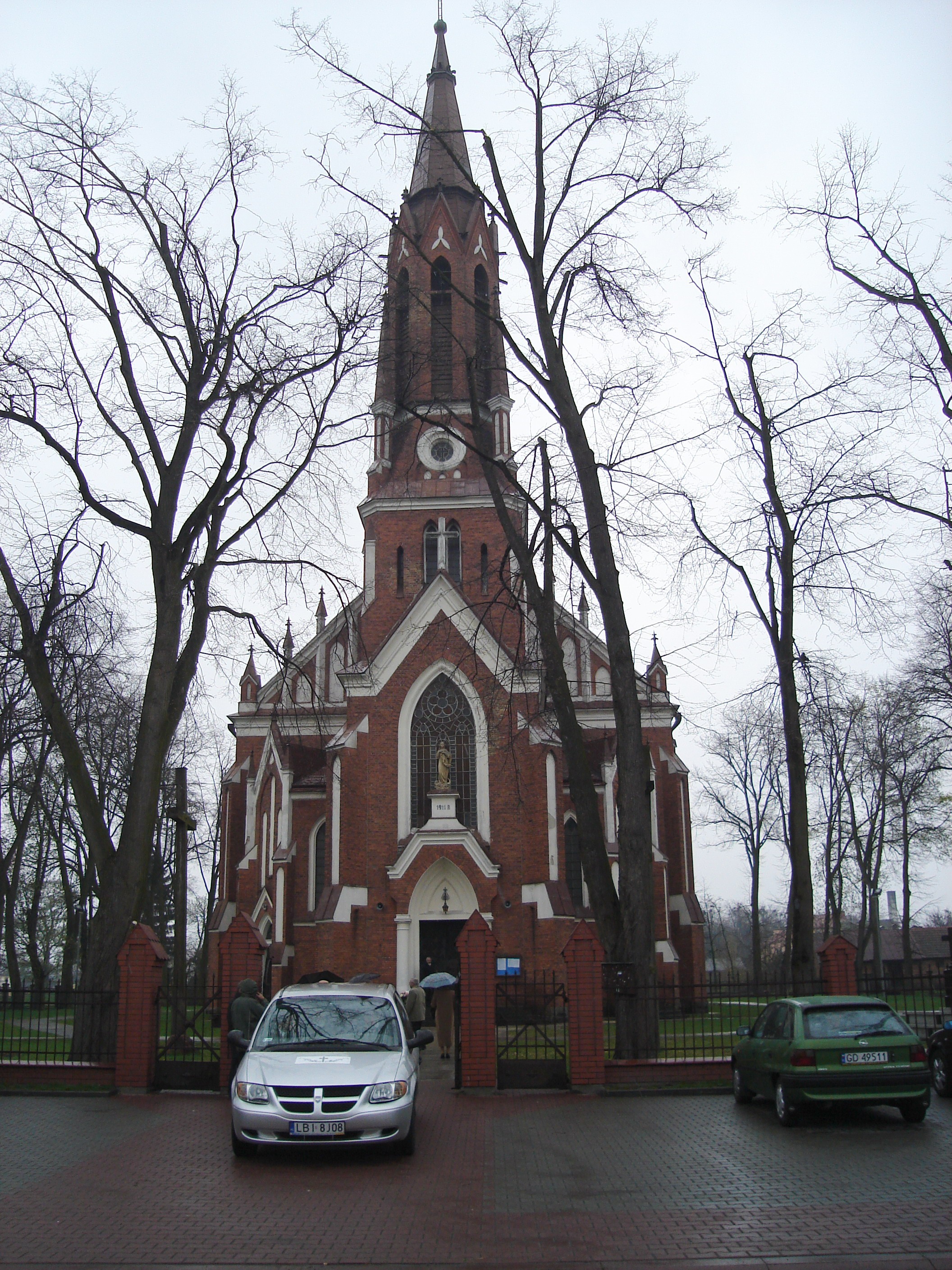
Kościół Świętych Apostołów Piotra i Pawła

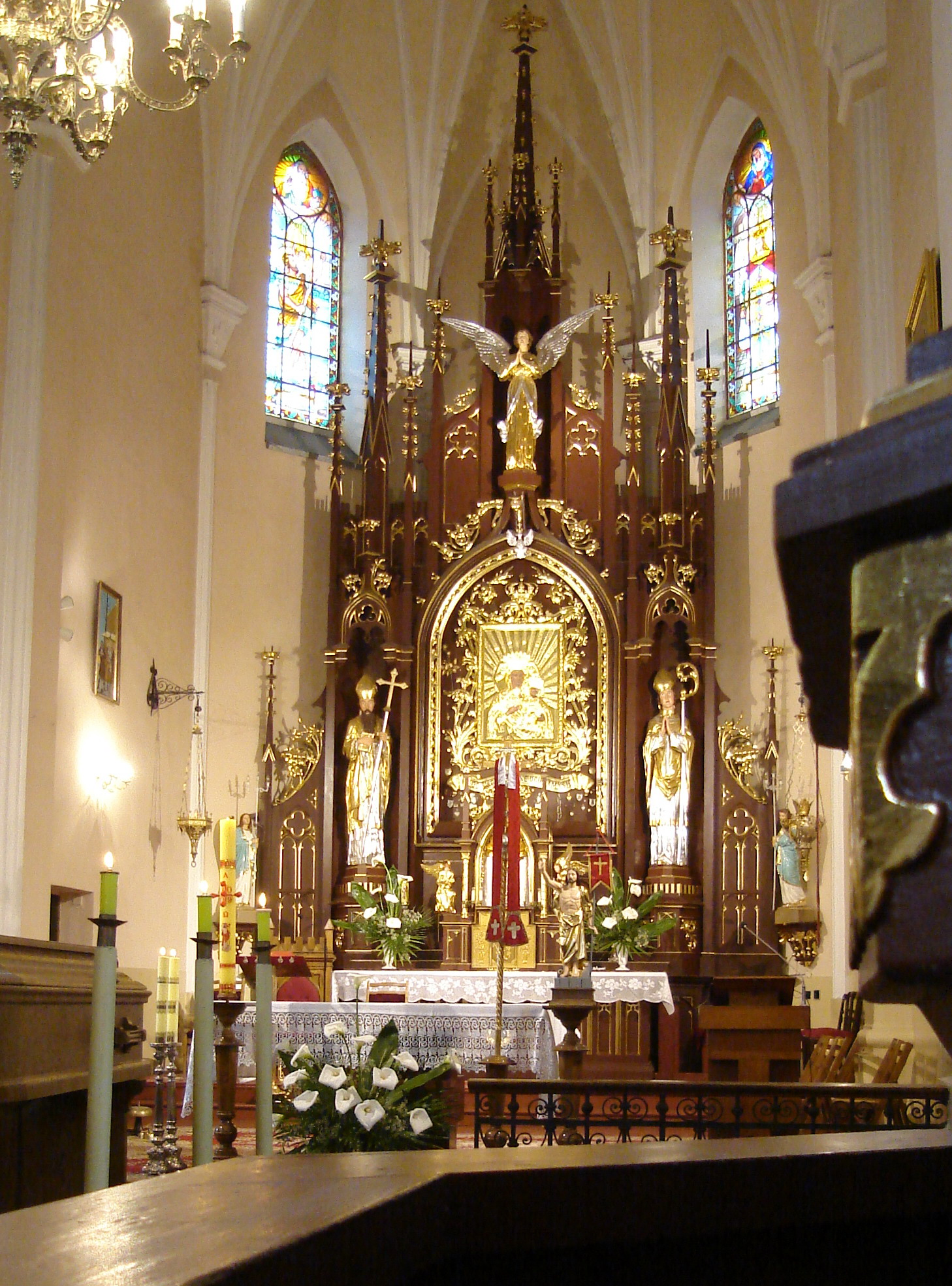
Ołtarz główny kościoła parafialnego

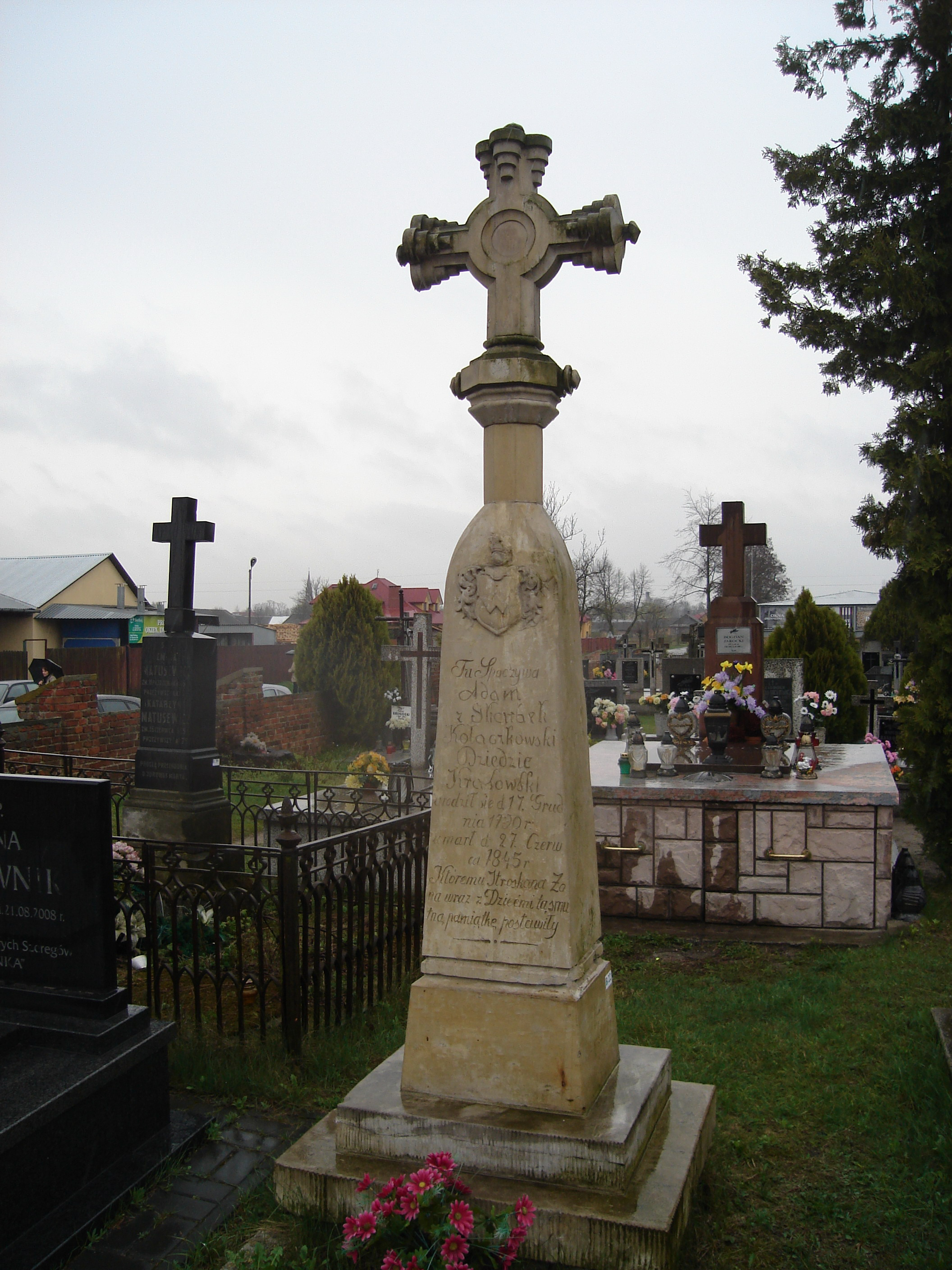
Pomnik z połowy XIX w. na cmentarzu

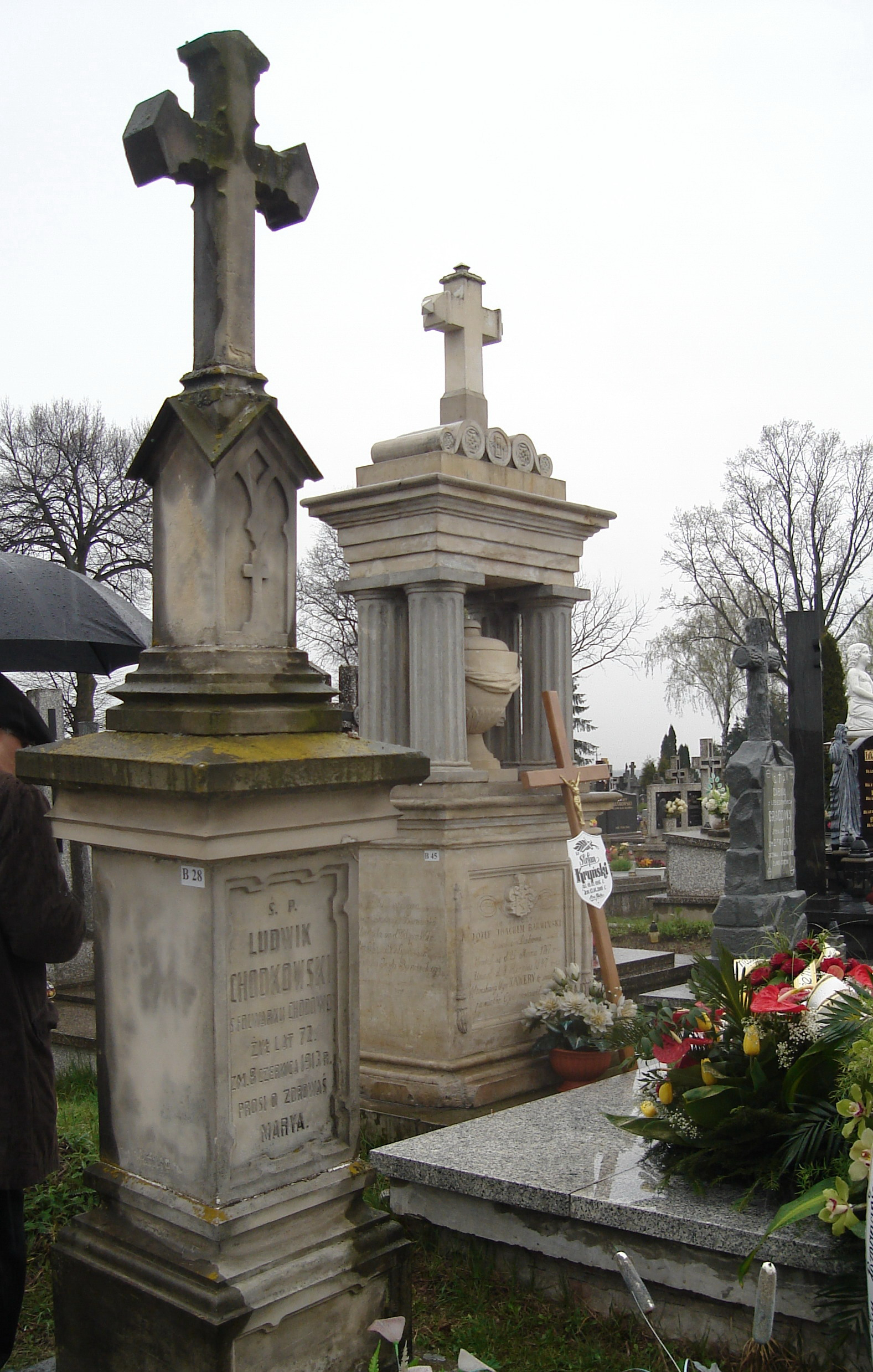
Zabytkowe pomniki na cmentarzu

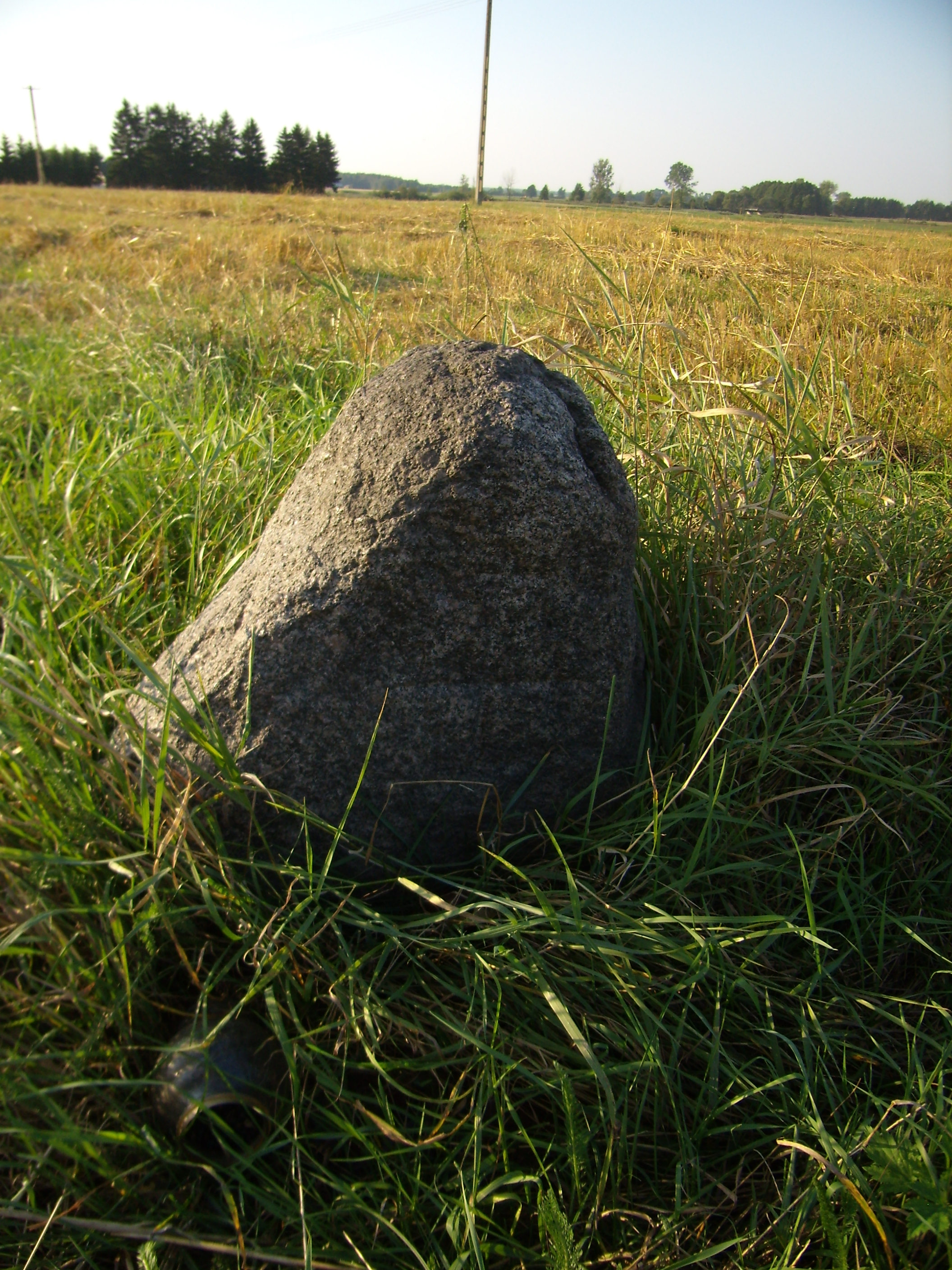
Mogiła konfedratów barskich poległych w bitwie pod Łomazami 15 września 1769, Głuch koło Studzianki

Już na początku wieku XV była tu niewielka wioska, którą król Kazimierz Jagiellończyk w roku 1447 odłączył od starostwa parczewskiego, województwa lubelskiego i przyłączył do ziemi brzeskiej, a więc Wielkiego Księstwa Litwskiego. Wywołało to niezadowolenie panów polskich w stosunku do króla i zarzuty, że król bardziej sprzyja Litwie niż Koronie. W Łomazach odbyły się dwa sejmy Polski i Litwy. Powody tego były następujące:
W roku 1451 król Kazimierz Jagiellończyk zwołał sejm Polaków i Litwinów do Parczewa. Na sejm ten jednak nie chciał przybyć żaden z Litwinów dopóki im glejt bezpieczeństwa nie będzie wydany. Król chcąc przełamać upór i nieufność Litwinów sam wyjechał z Parczewa do Łomaz i tu sprowadził z Brześcia posłów litewskich i namówił ich do zjechania się z Polakami w Brześciu. Podobnie było w roku 1464. Posłowie litewscy do Parczewa, a polscy do Brześcia nie chcieli się zebrać na wspólny sejm. Dlatego też zjechali się po pewnych targach posłowie tak polscy, jak i litewscy w listopadzie do Łomaz, gdzie odbywały się obrady. Z powodów wzajemnych niechęci zjazd nie dał spodziewanych nadziei w sprawie pogodzenia Korony i Litwy.
Specjalne zasługi dla Łomaz, gdy chodzi o ich rozbudowę, położył Mikołaj Radziwiłł (Czarny), starosta brzeski, a późniejszy wojewoda wileński oraz marszałek i kanclerz wielki litewski, który otaczał Łomazy specjalną opieką i doprowadził je do znacznego wzrostu.
W roku 1568 otrzymały Łomazy, jako istniejące już wówczas miasto, od króla Zygmunta Augusta prawo magdeburskie oraz herb wilczą głowę i orle nogi. W tym samym roku Łomazy, jako miasto królewskie, otrzymały uwolnienie od wszelkich opłat i powinności do roku 1570, prawo do pobierania mostowego i targowego myta. Miasto otrzymało prawo do posiadania własnej miary, wagi, woskodajni i kramów oraz prawo do targów miejskich tygodniowych co niedziela i czwartek, a następnie jarmarków na św. Piotra i Wszystkich Świętych. Mieszczanie zostali zobowiązani do budowy mostu na gościńcu wileńskim, utrzymania grobli i mostów oraz wybudowania własnym kosztem ratusza.
Miasto było wówczas dość obszerne, gdyż jak podaje Dymitr Sapieha, rewizor królewski, w 1566 liczyło kilka ulic, z których należy wymienić: Brzeską, Wileńską, Międzyrzecką, Parczewską, Podręczną i Ku Mostowi.
W 1569 r., po unii lubelskiej, Łomazy znalazły się na terenie I Rzeczypospolitej.
Były w tym czasie Łomazy dość dużym osiedlem żydowskim, gdyż w pobliskiej Białej Radziwiłłowie wydali zakaz osiedlania się Żydów ponad ściśle określoną liczbę.
W protokole lustracji, królewszczyzn z roku 1682 wymieniono, że w skład starostwa brzeskiego wchodziły m.in. dobra klucza łomaskiego z miastem Łomazy oraz wójtostwem ortelskim.
Na potrzeby tutejszych Rusinów w 1570 r. erygowano parafię prawosławną, po unii brzeskiej w 1726 notowana cerkiew unicka pw. św. św. Piotra i Pawła, drewniana. W latach 1890–1891 wybudowano murowaną cerkiew prawosławną według projektu architekta Wiktora Iwanowicza Syczugowa; w okresie międzywojennym została przejęta w ramach akcji rewindykacyjnej i zburzona.

### Konfederacja barska
W bitwie m.in. poległ Franciszek Ksawery Pułaski brat Kazimierza.
Według inwentarza ekonomii brzeskiej z 1784 r. w mieście Łomazach znajdowały się – prócz innych budynków – fara, cerkiew unicka i bożnica.

### 1795–1815
Po III rozbiorze Polski w 1795 roku, Łomazy zostały przejściowo zajęte przez Austrię. W 1809 roku, czyli w okresie wojen napoleońskich, miejscowość została zdobyta i włączona do Księstwa Warszawskiego, co zakończyło krótkie panowanie austriackie. Jednak już w 1815 r. (po kongresie wiedeńskim) miejscowość znalazła się w Królestwie Polskim pod panowaniem Imperium Rosyjskiego (zabór rosyjski).

### Powstanie styczniowe
W roku 1863 Łomazy wzięły czynny udział w powstaniu styczniowym.

dnia 23 stycznia 1863 r. Aleksander Szaniawski wraz z ks. Nawrockim i Czapińskim wpadli w nocy na 23 stycznia: na czele oddziałuj z 250 powstańców złożonym – do Łomazi. Ułani pułku: smoleńskiego, którzy stali w sile 200 koni w miasteczku, nieprzygotowani, zostali tak nagle wśród ciemnej i dżdżystej nocy zaatakowani, że nie zdążywszy nawet osiodłać koni, zbiegli się na rynku. Tu powstańcy uderzyli na nich z kosami, co taki wśród jazdy popłoch wywołało, że pędem, w rozsypce wymknęła się z miasta i uciekła do Międzyrzeca. Szaniawski zabrał do niewoli wachmistrza i trzech żołnierzy, wziął rzędy na 70 koni oraz broń i amunicję. Strat w ludziach nie było. (…) Dnia. 26 stycznia 1863 roku formujący się oddziałek. powstańczy, liczący pół setki ochotników, zatrzymał się przed kościołem. Tutaj oczekując błogosławieństwa, napadnięty przez 60 ułanów pod dowództwem rotmistrza Zjachtanowa wysłanego celem zabrania rzeczy po ułanach, którzy pierwszej nocy byli uciekli; powstańcy wytrzymawszy dwie salwy, ustawili się poza ogrodzeniem cmentarnym i stamtąd poczęli prażyć Moskali ogniem tyralierskim. Moskale, nie mogąc zdobyć cmentarza, odpędzeni celnym ogniem pierzchli w nieładzie, zostawiając na placu, boju 7 trupów i amunicję oraz broń w budynku, w którym się byli zebrali. Zjachtanow na drugi dzień, mszcząc się za porażkę, napadł na procesję.

W 1870 r. władze carskie pozbawiły Łomazy praw miejskich wskutek represji po upadku powstania styczniowego.
Około roku 1880 istniała w Łomazach duża fabryka świec oraz garbarnia.
Pod koniec XIX wieku Łomazy pozostawały wieloetniczną i wielowyznaniową osadą – obok kościoła katolickiego działała tu cerkiew oraz synagoga. Rozwijał się tu także lokalny przemysł, funkcjonowała szkoła początkowa, stacja pocztowa oraz sąd gminny.

### XX wiek
Władze i wojska rosyjskie opuściły Łomazy w 1915 roku (po przeszło stu latach), kiedy to miejscowość została zajęta przez wojska niemieckie podczas I wojny światowej.
Po 1918 roku Łomazy weszły w skład już niepodległej Polski. W dwudziestoleciu międzywojennym działał tu ruch ludowy ZMW „Wici”. Podczas II wojny światowej Łomazy były ośrodkiem ruchu oporu.
Na początku 1940 roku Niemcy utworzyli w Łomazach żydowskie getto. Jego likwidacja nastąpiła 17 sierpnia 1942 roku (niektóre źródła podają datę 18 lub 19 sierpnia). Tego dnia w pobliskim lesie „Hały” niemieccy policjanci wsparci przez oddział wschodnich kolaborantów rozstrzelali blisko 1700 Żydów – mieszkańców Łomaz oraz sąsiednich miejscowości (Międzyrzeca Podlaskiego, Podedwórza, Rossosza, Serocka i Sławatycz). W 1949 roku ciała pomordowanych przeniesiono na żydowski cmentarz w Łomazach.

## Religia

### Chrześcijaństwo
W 1570 roku erygowana była parafia prawosławna dla części ludności (rusińskiej). W okresie po unii brzeskiej, w 1726 roku notowana jest drewniana cerkiew unicka pw. świętych Piotra i Pawła. Wraz z likwidacją unickiej diecezji chełmskiej pełniła funkcję cerkwi prawosławna. W latach 1890–1891 budowa nowej, murowanej, jednokopułowej cerkwi prawosławnej w stylu bizantyńsko-rosyjskim. Zniszczona w ramach akcji rewindykacyjnej przed 1939 rokiem w II Rzeczypospolitej. Po 1905 roku wraz z wydaniem carskiego ukazu tolerancyjnego, rozpoczęto starania o budowę nowego kościoła rzymskokatolickiego. W latach 1906–1911 wybudowano w nowym miejscu kościół pw. świętych Piotra i Pawła.
W roku 1991 przy ulicy Budzyń w miejscu dawnego kościoła i cmentarza została zbudowana grota. Na grocie jest tablica o treści: W tym miejscu stał kościół katolicki rozebrany z rozkazu władz carskiej Rosji w 1888 r. Rok 1991.
Po powstaniu styczniowym, w czasie kampanii carskiej administracji zmierzającej do kasaty unickiej diecezji chełmskiej i przymusowego włączenia jej wiernych do Rosyjskiego Kościoła Prawosławnego, unici z Łomaz czynnie protestowali przeciwko konwersji, za co zostali poddani represjom wojskowym (kontrybucje, kary więzienia), których opis można znaleźć u Stanisława Tarnowskiego.

Więc na rozkaz kapitana Gubaniewa i Aleszki, naczelnika powiatu, spróbowano przypomnieć parafianom rok 1867. Od lat 16 do lat 80, wszyscy bez różnicy wieku i płci byli batożeni i dostawali od 100 do 600 nahajów kozackich. Krew męczenników lała się strumieniami, ciało odpadało od kości, więzienia bialskiej brzeskie były przepełnione tymi wyznawcami unii świętej. Oprócz tego Moskale mrozili naród po nocach, trzymali go spędzonego na placach publicznych, aby zgłodniały i przeziębnięty, namyślił się przyjąć prawosławie. Trzy roty wojska i 300 Kozaków przez 10 tygodni katowali, grabili i niszczyli miasteczka. Żadna srogość najbardziej barbarzyńskiej wojny nie może iść w porównanie ze zniszczeniem a tyranią, jakich dokonywało wojsko na rozkaz naczelników powiatowych i swojej starszyzny w Łomazach

### Judaizm
W Łomazach istniała duża społeczność ludności pochodzenia żydowskiego. Istniała bożnica, którą okupacyjne władze niemieckie wysadziły przed 1942 rokiem. Na żydowskim cmentarzu nie zachował się żaden nagrobek, na kirkucie znajdują się ekshumowane szczątki łomaskich Żydów zamordowanych przez Niemców (zbrodnia w Łomazach), miejsce upamiętnia pomnik.
W czasie II wojny światowej Niemcy umieścili część łomaskich Żydów w, ogrodzonym płotem z drutu kolczastego, obozie pracy w pobliskiej Studziance (gmina Łomazy), na terenie folwarku Szenejki. W obozie znajdować się miały trzy lub cztery baraki, w obozie było stale kilkadziesiąt rodzin żydowskich (około 300 osób). Żydów zmuszano do prac przy budowie mostu na rzece Zielawie, tamy wodnej, kanałów nawadniających okoliczne łąki oraz przy regulacji biegu samej rzeki. Przy okazji prac Żydzi zmuszani byli do rozbijania nagrobków (macew) z łomaskiego kirkutu i wykorzystywania ich jako gruzu do betonowania mostu. Mieszkańcy obozu po zakończeniu prac, latem 1942 roku, zostali rozstrzelani i zakopani na pobliskim polu (prawdopodobnie kilkadziesiąt osób), pozostali Żydzi wywiezieni zostali do lasu „Hały” i tam zamordowani.
Część łomaskich Żydów pozostawała w swoich domach, w utworzonym getcie w Łomazach. Sama dzielnica mieszkaniowa nie została jednak specjalnie ogrodzona. Likwidacja getta nastąpiła 17 sierpnia 1942 roku. Żydzi wywiezieni zostali do okolicznego lasu „Hały”. Tam zostali rozstrzelani i zakopani w mogiłach, które sami wykopali przed egzekucją. Mordu dokonano w dniach między 17–19 sierpnia 1942 roku, zamordowano około 1700 osób (w tym kobiety i dzieci). Miejsca byłych okolicznych mogił zostały ekshumowane po zakończeniu wojny, szczątki zamordowanych przeniesiono na kirkut w Łomazach, gdzie stoi pomnik upamiętniający ofiary mordów.

### Islam
Pobliska Studzianka (gmina Łomazy) była centrum życia muzułmanów w okolicy, nazywana była „Mekką podlaskich Tatarów”. Tatarzy osiedleni zostali tam w 1679 roku przez Jana III Sobieskiego, równocześnie nastąpiły starania o budowę drewnianego meczetu, który przetrwał aż do 1915 roku (spalony w czasie wojennych działań). Zachował się tatarski cmentarz (mizar) użytkowany do 1936 roku, położony na zachód od wsi. Otoczony nowym ogrodzeniem, zawiera ponad 160 nagrobków, w tym najstarszy z 1747 roku, większość inskrypcji w języku arabskim i polskim.

## Zabytki
Według rejestru zabytków Narodowego Instytutu Dziedzictwa na listę zabytków wpisane są obiekty:
- zespół kościoła par., pocz. XX, nr rej.: A/424 z 18.11.1997:
  - kościół pw. śś. Apostołów Piotra i Pawła, 1907
  - cmentarz przykościelny
  - ogrodzenie
  - plebania
- kaplica cmentarna pw. św. Jana, drewniana z 1 poł. XIX, nr rej.: A/19 z 22.03.1966

## Sport
We wsi działa powstały w 1985 roku Gminny Ludowy Klub Sportowo-Turystyczny Niwa Łomazy, który w sezonie 2020/21 występował w bialskiej klasie A. Od 2014 roku działa Akademia Taekwon-Do VIRTUS w Łomazach. Na przestrzeni lat wytrenowała wielu mistrzów Polski w kategoriach wiekowych „junior młodszy” i „junior” w konkurencji walk i układów formalnych.

## Osoby związane z Łomazami
- Edward Bańkowski – profesor nauk medycznych
- Aleksander Derlukiewicz – komendant Batalionów Chopskich
- Abraham Ezofowicz – kupiec
- Józef Hornowski – oficer armii Księstwa Warszawskiego
- Wacław Hryniewicz – teolog
- Henryk Jackiewicz
- Franciszek Ksawery Pułaski – konfederata barski
- Lech Zaciura – pisarz

## Łomazy w literaturze
Łomazy wymieniane w Zemście Aleksandra Fredry przez Cześnika w kontekście bitew konfederacji barskiej:

CZEŚNIK

dobywając szabli
He, he, he! Pani barska!

Pod Słonimem, Podhajcami,

Berdyczowem, Łomazami

Dobrze mi się wysłużyła.